# نبرد مقدس
نبرد مقدس (لهستانی: Święta wojna) یک مجموعهٔ تلویزیونی کمدی لهستانی است که در سال ۲۰۰۰ منتشر شد و پخش آن تا سال ۲۰۰۹ ادامه داشت. پس از سال‌ها، یک فصل دیگر از این سریال (فصل ۱۱) در پائیز ۲۰۲۰ منتشر شد.
از بازیگران این سریال می‌توان به آدام بائومن، زبیگنیف بوچکوفسکی، یوآنا بارتل، بوهدان وازوکا، گژگوش پشیبیو و بوگدان کالوس اشاره کرد.